# Turneraceae
Turneraceae é uma família de plantas angiospérmicas (plantas com flor - divisão Magnoliophyta), pertencente à ordem Malpighiales e à classe Magnoliopsida
(Eudicotiledôneas): desenvolvem, portanto, embriões com dois ou mais cotilédones. O antigo sistema de classificação  colocava os membros desta família na ordem Violales.

## Distribuição Geográfica
A família possui 10 gêneros e cerca de 190 espécies com ampla distribuição nas regiões tropicais e subtropicais do mundo, tendo como principal centro de diversidade a América tropical. No estado do Rio Grande do Norte são encontradas 13 espécies distribuídas em dois gêneros; Piriqueta Aubl., com quatro espécies, e Turnera L., com nove. Ocorrem, preferencialmente, em ambientes abertos, na Caatinga e Restinga, inclusive associadas a locais perturbados pela ação antrópica.

## Características Morfológicas
Turneraceae està fortemente associadas à Passifloraceae, famílias com a qual compartilham vários caracteres, dentre os quais destacam-se: presença de glândulas foliares, coleteres, arilo e endosperma persistente, formando assim um grupo parafilético em Malpighiales. São plantas com hábitos herbáceos ou arbustivos, raramente arbóreos. Apresentam folhas alternas espiraladas simples, às vezes com um par de nectários extraflorais marginais na base da lâmina, com ou sem estípulas. As flores são vistosas, bissexuadas, actinomorfas, diclamídeas. Apresentam cinco sépalas, podendo ser unidas ou não e cinco pétalas livres. Os estames são geralmente livres entre si, ovário geralmente súpero, tricarpelar, unilocular com placentação pariental e estiletes livres entre si.

## Importância Econômica
Algumas espécies desta família possuem importância medicinal, atuando com antioxidantes ou usadas na medicina popular, bem como importância ornamental. A Turnera subulata,flor-do-guarujá, é uma espécie nativa usada tanto na ornamentação como na medicina. Essa espécie possui suas raízes e partes aéreas usadas na medicina popular contra tosse, gripe, bronquite, inflamações, amenorreias, problemas de próstata e câncer (AGRA et al., 2007; ALBUQUERQUE et al., 2007. Outros exemplos são Turnera chamaedrifolia e Turnera ulmifolia.
Em algumas espécies de Turnera, testes laboratoriais verificaram efeito antioxidante (NASCIMENTO et al., 1996), anti-inflamatório, anti-ulcerogênico (ANTONIO & SOUSA BRITO, 1998; GALVEZ et al., 2006) e antimalárico (ANTOUN et al., 2001).
Além do uso medicinal, a espécie Turnera ulmifolia L é cultivada para fins ornamentais.

## Reprodução
Turnera subulata possui heterostilia (SCHLINDWEIN & MEDEIROS, 2006). Essa característica faz com que sua reprodução através de sementes dê origem a indivíduos com características variáveis. A propagação vegetativa proporcionará a geração de indivíduos iguais à planta matriz podendo assim reproduzir clones com as características desejáveis (HARTMANN et al., 1996). A estaquia é uma das formas de se propagar vegetativamente que tem como vantagem a abundância de materiais propagativos. 